# Coeliccia renifera
Coeliccia renifera – gatunek ważki z rodziny pióronogowatych (Platycnemididae). Występuje w Nepalu oraz kilku indyjskich stanach położonych w rejonie Himalajów, być może także w Bhutanie i Mjanmie.